# 버그라니 좋잖아
〈버그라니 좋잖아〉(バグっていいじゃん)는 HKT48의 9번째 싱글이다.

## 배경과 릴리즈
이번 작품에서는 사시하라 리노가 센터 포지션을 맡는다. AKB48명의 모두 AKB48싱글 선발 위원 선거결과가 반영된 「사랑하는 포춘 쿠키,「할로윈 나이트」,「LOVE TRIP/행복을 나눠라」에서 싱글 타이틀 곡의 센터를 맡은 적은 있지만 HKT48 명의에서는 처음이다.

## 미디어에서의 사용
TBS계 애니메이션 『카미와자 완다』 제2기 (제23화 ~ ) 오프닝 테마

## 선발 멤버
아라마키 미사키, 이노우에 유리야, 이마무라 마리아, 오다 아야카, 코다마 하루카, 코마다 히로카, 사시하라 리노, 시모노 유키, 타케다 토모카, 타나카 유카, 지토우에 네네, 츠키아시 아마네, 토미요시 아스카, 토모나가 미오, 마츠오카 하나, 미야와키 사쿠라